# Houston Dash
Lo Houston Dash è una società calcistica femminile statunitense con sede nella città di Houston, in Texas. Dal 2014 la squadra milita nella National Women's Soccer League (NWSL), massima serie del campionato femminile statunitense.

## Storia
A metà novembre 2013 la proprietà degli Houston Dynamo, militante nella Major League Soccer, manifestò l'interesse ad avere una squadra femminile professionistica di calcio con sede ad Houston. L'11 dicembre 2013 la NWSL, fondata proprio ad inizio anno, assegnò i diritti per una franchigia in espansione allo Houston Dynamo in vista della stagione 2014. Il 3 gennaio 2014 Randy Waldrum fu nominato allenatore della squadra. Tra le prime calciatrici a far parte della rosa c'erano la statunitense Whitney Engen e la messicana Teresa Noyola, arrivate col processo di allocazione delle nazionali effettuato dalla NWSL, seguite qualche giorno dopo da Erin McLeod, Ella Masar, Lauren Sesselmann e Meghan Klingenberg.
La prima stagione in NWSL venne conclusa dallo Houston Dash al nono ed ultimo posto, al quale era sceso dopo aver perso contro il Boston Breakers all'ultima giornata di campionato, e non riuscendo a scavalcarlo dopo il recupero della partita contro lo Sky Blue. Nel 2015 la squadra, rinforzata dall'arrivo della nazionale statunitense Morgan Brian, si mantenne nelle posizioni centrali della classifica della stagione regolare, concludendo al quinto posto; mancò l'accesso ai play-off per il titolo anche per una serie di quattro sconfitte di fila nel finale di stagione. Nelle quattro stagioni successive la squadra concluse nella seconda metà della classifica, senza avvicinarsi all'accesso ai play-off.
La stagione 2020 di NWSL venne cancellata a causa della pandemia di COVID-19 e sostituita dalla prima edizione della NWSL Challenge Cup a luglio e con una Fall Series, disputata in autunno, e conclusa al secondo posto alle spalle del Portland Thorns. In NWSL Challenge Cup, la squadra concluse al quarto posto il turno preliminare, per poi superare ai quarti di finale lo Utah Royals FC dopo i tiri di rigore e in semifinale il Portland Thorns. In finale lo Houston Dash batté lo Chicago Red Stars e vinse la prima edizione della NWSL Challenge Cup, nonché suo primo trofeo.

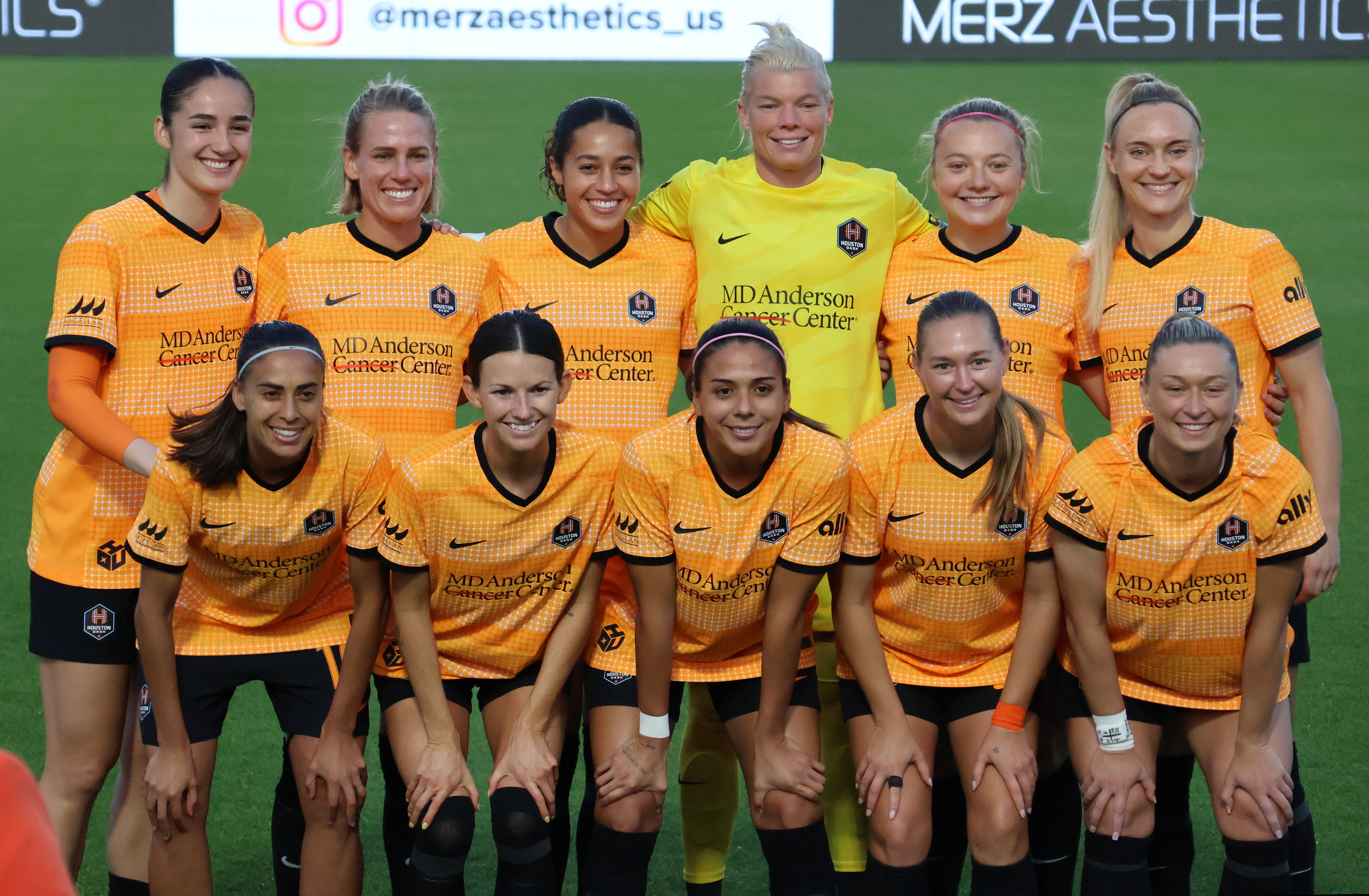
Formazione del Dash per la partita contro il North Carolina Courage nel marzo 2024.

Nella NWSL 2021 la squadra concluse la stagione regolare al settimo posto, mancando per un punto l'accesso ai play-off per il titolo, dopo aver perso le ultime tre gare di campionato. Nella NWSL 2022 la squadra concluse al quarto posto in classifica la stagione regolare, ottenendo la migliore prestazione dalla fondazione e conquistando l'accesso ai play-off per la prima volta. Ai play-off l'eliminazione giunse già ai quarti di finale, dopo la sconfitta contro il Kansas City Current. Nelle due stagioni successive la squadra non riuscì a replicare le stesse prestazioni in NWSL, concludendo al decimo posto nel 2023 e al quattordicesimo ed ultimo posto nel 2024.

## Colori e simboli

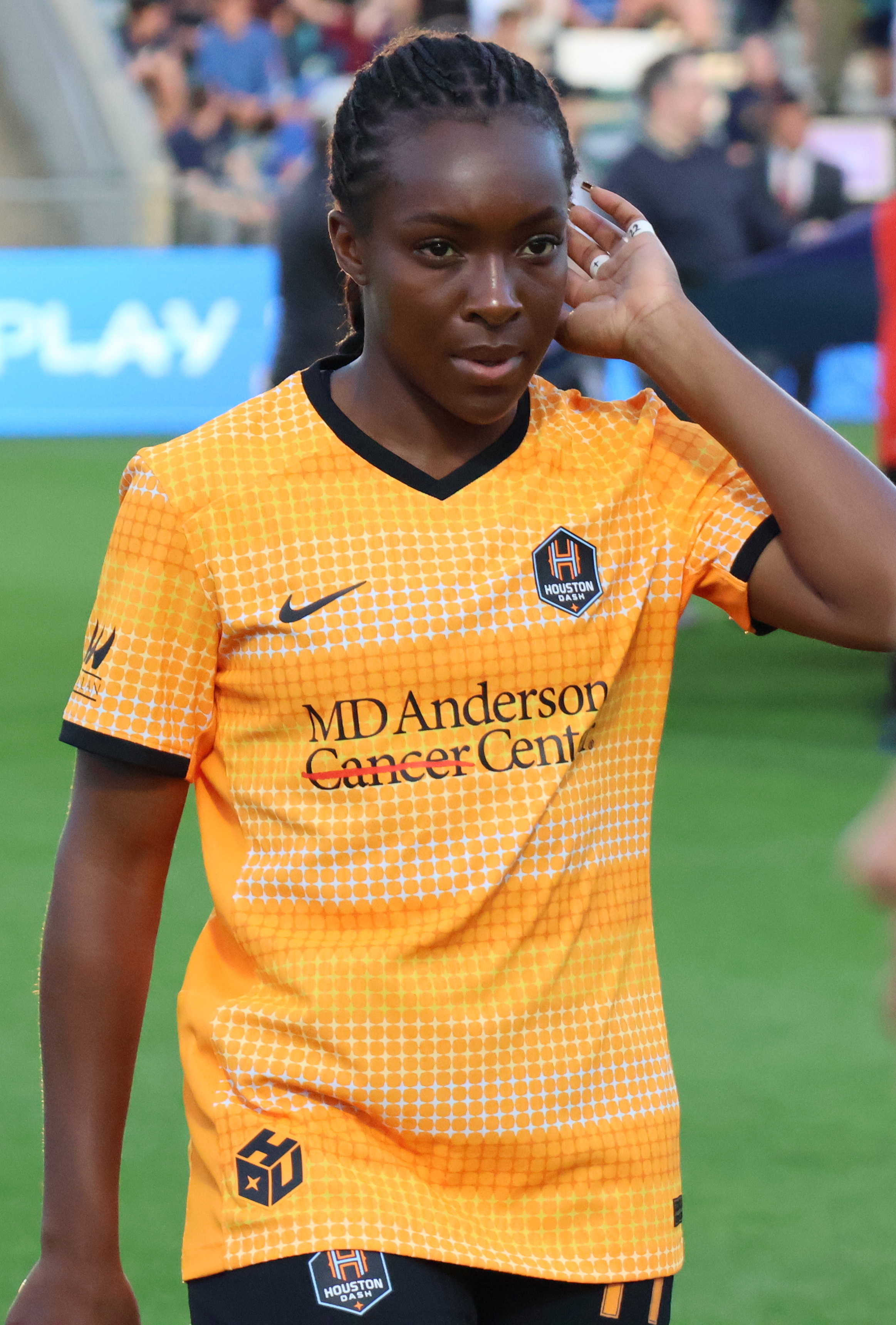
Michelle Alozie con la divisa principale della stagione 2024, dove campeggia lo stemma del club.

Durante la conferenza del 12 dicembre 2013, il presidente dello Houston Dynamo, Chris Canetti, annunciò che il nome della nuova squadra professionistica femminile sarebbe stato Houston Dash e che avrebbe avuto colori sociali simili a quelli del Dynamo, ossia arancione, nero e blu cielo. Lo stemma includeva in basso un pallone da calcio posto sotto la scritta "Houston Dash" con linee color celeste sullo sfondo nero.
Il 17 novembre 2020 vennero rivelati i nuovi stemmi di Houston Dynamo e Houston Dash. I due stemmi hanno forma esagonale, dove l'esagono simboleggia la forza, la stabilità e l'unità; inoltre, il sei ricorda il 2006, anno di fondazione dello Houston Dynamo. Le linee interne agli stemmi, ossia la stilizzazione dell'H in quello dello Houston Dash, richiamano il sistema di bayou nella città di Houston. Una stella a quattro punte di colore arancione è presente sul fondo sotto la scritta "Houston Dash".

## Società
Lo Houston Dash è parte dell'organizzazione Houston Dynamo Football Club, che include anche la prima squadra maschile dello Houston Dynamo. Nella proprietà originaria l'Anschutz Entertainment Group (AEG) deteneva il 50% delle quote, mentre quote di minoranza erano detenute da Gabriel Brener col Brener International Group e da Óscar de la Hoya, già campione mondiale ed olimpionico di pugilato col gruppo Golden Boy Promotions. Il 23 dicembre 2013 Brian Ching, calciatore del Dynamo nelle precedenti otto stagioni, fu nominato direttore generale del club.
Nel dicembre 2015 Gabriel Brener acquistò buona parte delle quote dell'AEG, prendendo la maggioranza delle quote della franchigia. Nel giugno 2021 l'imprenditore newyorkese Ted Segal completò l'acquisizione delle quote di maggioranza dell'organizzazione, sia Houston Dynamo che Houston Dash. Il 25 agosto 2022 venne annunciato che Ted Segal aveva acquistato le quote di Gabriel Brener, Óscar de la Hoya e Ben Guill. Successivamente, acquisirono quote di minoranza l'imprenditore Lyle Ayes, il cestista NBA James Harden e il calciatore Tim Howard, portiere della nazionale statunitense per una decade.

## Stadio

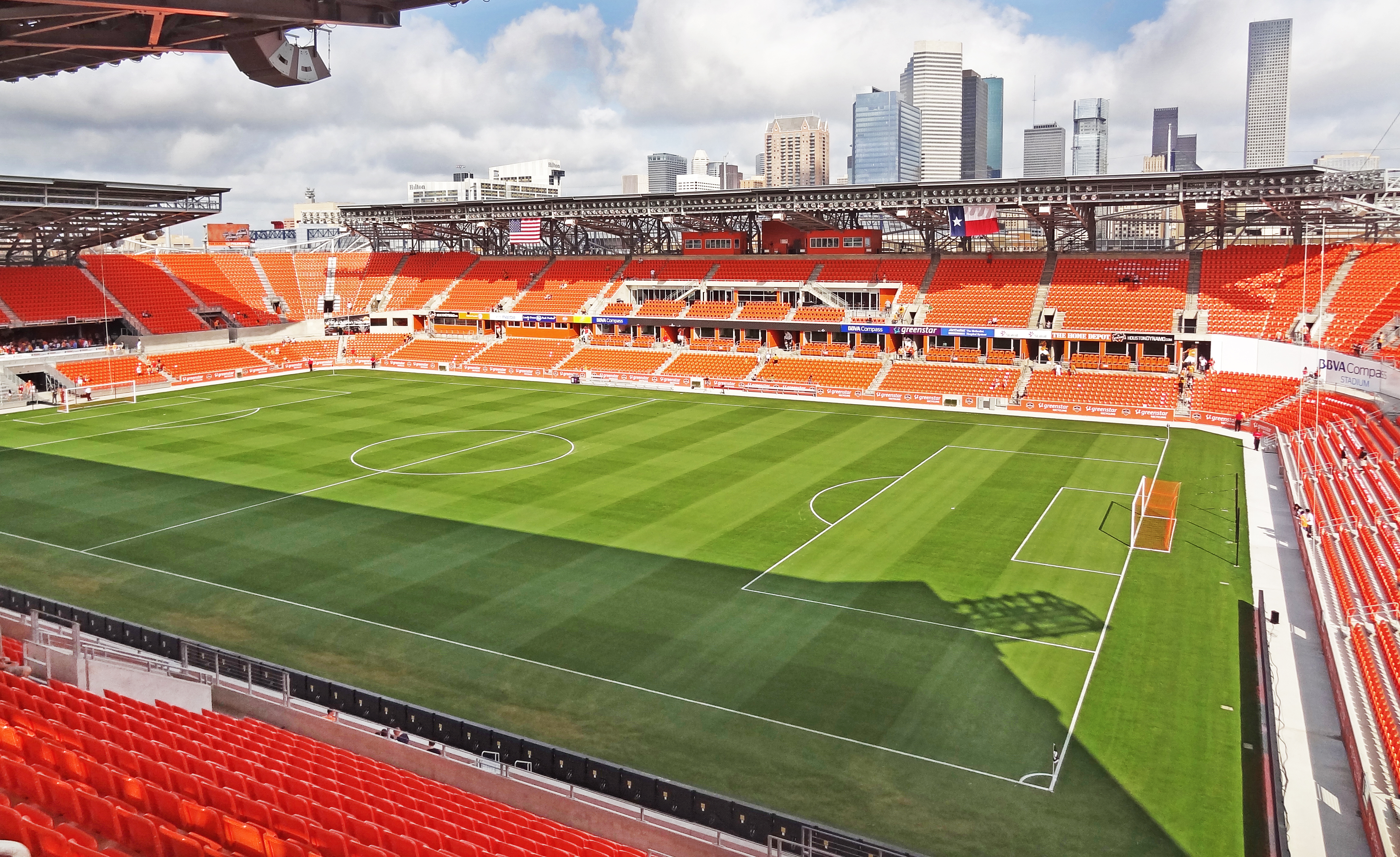
Veduta dell'interno dello stadio.

Lo Houston Dash gioca le sue partite casalinghe allo Shell Energy Stadium, struttura aperta nel 2012 e che ha un capienza di 20656 spettatori. Nel 2014 per la prima stagione dello Houston Dash, i posti disponibili furono solamente i 7000 più vicini al campo. Lo stadio ha avuto diverse denominazioni, a seconda dello sponsor che ne acquistava i diritti sul nome: BBVA Compass Stadium dal 2012 al 2019, BBVA Stadium dal 2019 al 2021, PNC Stadium dal 2021 al 2022.

## Palmarès
- NWSL Challenge Cup: 1

2020

## Statistiche

### Partecipazione ai campionati
| Livello | Categoria                      | Partecipazioni | Debutto | Ultima stagione | Totale |
| ------- | ------------------------------ | -------------- | ------- | --------------- | ------ |
| 1º      | National Women's Soccer League | 11             | 2014    | 2024            | 11     |

### Partecipazione alle coppe
| Competizione       | Partecipazioni | Debutto | Ultima stagione | Totale |
| ------------------ | -------------- | ------- | --------------- | ------ |
| NWSL Challenge Cup | 4              | 2020    | 2023            | 4      |

## Organico

### Rosa 2022
Rosa, ruoli e numeri di maglia come da sito ufficiale, aggiornati al 22 aprile 2022.
| N. |                        | Ruolo | Calciatrice     |
| -- | ---------------------- | ----- | --------------- |
| 1  | Stati Uniti (bandiera) | P     | Jane Campbell   |
| 2  | Canada (bandiera)      | D     | Allysha Chapman |
| 3  | Inghilterra (bandiera) | A     | Rachel Daly     |
| 7  | Messico (bandiera)     | C     | María Sánchez   |
| 8  | Canada (bandiera)      | A     | Nichelle Prince |
| 9  | Stati Uniti (bandiera) | D     | Haley Hanson    |
| 10 | Stati Uniti (bandiera) | C     | Shea Groom      |
| 12 | Stati Uniti (bandiera) | D     | Julia Ashley    |
| 13 | Canada (bandiera)      | C     | Sophie Schmidt  |
| 14 | Stati Uniti (bandiera) | C     | Brianna Visalli |
| 15 | Stati Uniti (bandiera) | C     | Marisa Viggiano |
| 17 | Stati Uniti (bandiera) | C     | Kelcie Hedge    |

| N. |                        | Ruolo | Calciatrice            |
| -- | ---------------------- | ----- | ---------------------- |
| 18 | Stati Uniti (bandiera) | C     | Emily Ogle             |
| 19 | Stati Uniti (bandiera) | A     | Elizabeth Eddy         |
| 20 | Stati Uniti (bandiera) | P     | Lindsey Harris         |
| 21 | Stati Uniti (bandiera) | A     | Ryan Gareis            |
| 22 | Nigeria (bandiera)     | A     | Michelle Alozie        |
| 24 | Argentina (bandiera)   | A     | Paulina Gramaglia      |
| 25 | Stati Uniti (bandiera) | D     | Katie Naughton         |
| 26 | Stati Uniti (bandiera) | C     | Makamae Gomera-Stevens |
| 27 | Stati Uniti (bandiera) | D     | Annika Schmidt         |
| 29 | Stati Uniti (bandiera) | A     | Joelle Anderson        |
| 33 | Stati Uniti (bandiera) | P     | Ella Dederick          |
| 34 | Camerun (bandiera)     | A     | Michaela Abam          |

### Rosa 2021
| N. |                        | Ruolo | Calciatrice     |
| -- | ---------------------- | ----- | --------------- |
| 1  | Stati Uniti (bandiera) | P     | Jane Campbell   |
| 2  | Canada (bandiera)      | D     | Allysha Chapman |
| 3  | Inghilterra (bandiera) | A     | Rachel Daly     |
| 4  | Canada (bandiera)      | A     | Maegan Rosa     |
| 5  | Stati Uniti (bandiera) | C     | Gabby Seiler    |
| 6  | Stati Uniti (bandiera) | C     | Shea Groom      |
| 8  | Canada (bandiera)      | A     | Nichelle Prince |
| 9  | Stati Uniti (bandiera) | C     | Haley Hanson    |
| 10 | Stati Uniti (bandiera) | C     | Christine Nairn |
| 11 | Stati Uniti (bandiera) | D     | Megan Oyster    |
| 12 | Stati Uniti (bandiera) | A     | Veronica Latsko |
| 13 | Canada (bandiera)      | C     | Sophie Schmidt  |
| 14 | Stati Uniti (bandiera) | C     | Brianna Visalli |
| 18 | Stati Uniti (bandiera) | C     | Emily Ogle      |

| N. |                        | Ruolo | Calciatrice            |
| -- | ---------------------- | ----- | ---------------------- |
| 19 | Stati Uniti (bandiera) | C     | Kristie Mewis          |
| 20 | Stati Uniti (bandiera) | P     | Lindsey Harris         |
| 21 | Giamaica (bandiera)    | D     | Deneisha Blackwood     |
| 22 | Stati Uniti (bandiera) | A     | Jasmyne Spencer        |
| 23 | Stati Uniti (bandiera) | D     | Ally Prisock           |
| 24 | Stati Uniti (bandiera) | A     | Jamia Fields           |
| 25 | Stati Uniti (bandiera) | D     | Katie Naughton         |
| 27 | Stati Uniti (bandiera) | D     | Annika Schmidt         |
| 28 | Stati Uniti (bandiera) | C     | Cami Privett           |
| 29 | Islanda (bandiera)     | C     | Andrea Hauksdóttir     |
| 33 | Stati Uniti (bandiera) | D     | Makamae Gomera-Stevens |
| 35 | Nigeria (bandiera)     | A     | Michelle Alozie        |
| 36 | Stati Uniti (bandiera) | C     | Amber Marshall         |
| 99 | Stati Uniti (bandiera) | P     | Amanda Dennis          |

### Rosa 2017
Rosa aggiornata al 12 ottobre 2017.
| N. |                        | Ruolo | Calciatrice              |
| -- | ---------------------- | ----- | ------------------------ |
| 1  | Stati Uniti (bandiera) | P     | Jane Campbell            |
| 2  | Brasile (bandiera)     | D     | Poliana Barbosa Medeiros |
| 3  | Inghilterra (bandiera) | A     | Rachel Daly              |
| 4  | Brasile (bandiera)     | D     | Bruna Benites            |
| 5  | Stati Uniti (bandiera) | D     | Cari Roccaro             |
| 7  | Stati Uniti (bandiera) | A     | Kealia Ohai              |
| 8  | Stati Uniti (bandiera) | D     | Claire Falknor           |
| 9  | Stati Uniti (bandiera) | A     | Sarah Hagen              |
| 10 | Stati Uniti (bandiera) | A     | Carli Lloyd              |
| 11 | Stati Uniti (bandiera) | D     | Meghan Cox               |
| 12 | Stati Uniti (bandiera) | A     | Amber Brooks             |

| N. |                        | Ruolo | Calciatrice      |
| -- | ---------------------- | ----- | ---------------- |
| 14 | Canada (bandiera)      | A     | Nichelle Prince  |
| 16 | Stati Uniti (bandiera) | A     | Janine Beckie    |
| 17 | Brasile (bandiera)     | C     | Andressa Machry  |
| 19 | Stati Uniti (bandiera) | C     | Kristie Mewis    |
| 22 | Stati Uniti (bandiera) | D     | Camille Levin    |
| 23 | Stati Uniti (bandiera) | C     | Cami Privett     |
| 24 | Stati Uniti (bandiera) | C     | Kelly Conheeney  |
| 27 | Stati Uniti (bandiera) | C     | Caity Heap       |
| 30 | Stati Uniti (bandiera) | P     | Bianca Henninger |
| 55 | Sudafrica (bandiera)   | D     | Janine van Wyk   |